# Kripan
Kripan (baskisch und offiziell; spanisch Cripán) ist ein Ort und eine Gemeinde (municipio) mit 178 Einwohnern (Stand: 2024) in der Provinz Álava in der Autonomen Gemeinschaft Baskenland im Norden Spaniens. Der Ort gehört zur Weinbauregion Rioja. 

## Lage
Kripan liegt in einer Höhe von etwa 690 Metern ü. d. M. im Südosten der Provinz Álava an der Grenze zur Autonomen Gemeinschaft Navarra. Die Provinzhauptstadt Vitoria-Gasteiz liegt in etwa 42 Kilometer nordnordwestlicher Entfernung. 

## Bevölkerungsentwicklung
| Jahr      | 1960 | 1970 | 1981 | 1991 | 2001 | 2011 | 2021 |
| Einwohner | 308  | 240  | 180  | 201  | 185  | 197  | 175  |

## Sehenswürdigkeiten
- Archäologische Fundstätte in den Höhlen von Los Husos
- Dolmen von Los Llanos
- Marienkirche (Iglesia de Santa Maria) aus dem 12. Jahrhundert
- Johannes-der-Täufer-Kirche (Iglesia de San Juan Bautista) aus dem 17./18. Jahrhundert